# Cecropia radlkoferana
Cecropia radlkoferana là loài thực vật có hoa trong họ Tầm ma. Loài này được Aladar Richt. mô tả khoa học đầu tiên năm 1892.